# Szahriston (dystrykt)
Szahriston – dystrykt w wilajecie sogdyjskim w Tadżykistanie. Jego stolicą jest Szahriston.

## Podział administracyjny
Dystrykt się dzieli na dwa dżamoaty:
- Szahriston
- Jangikurghon